# RALF
RALF è l'album di debutto del cantante Ralf Mackenbach vincitore del Junior Eurovision Song Contest 2009.

## Il Disco
Viene pubblicato l'anno dopo la sua vittoria al JESC, continiene 12 brani inediti e comprende anche il singolo Click Clack con cui ha vinto nel 2009

## Tracce
1. Secret Girl
2. The Only One
3. Piano & Guitar
4. Nice Day
5. Fairytale
6. Doe de Smoove!
7. Party Vibe
8. Mijn beste vriend en broer
9. Ik mis je zo
10. Click Clack
11. Wickie de Vicking
12. Ralf Medley